# Marlen Papawa
Marlen Papawa (gruz. მარლენ პაპავა, ros. Марлен Александрович Папава, Marlen Aleksandrowicz Papawa; ur. 23 kwietnia 1941 w Suchumi, zm. 19 kwietnia 2010 tamże) – gruziński strzelec reprezentujący ZSRR, olimpijczyk i mistrz Europy.

## Życiorys
Uczestnik Letnich Igrzysk Olimpijskich 1976, na których wystartował w pistolecie dowolnym z 50 m. Zajął 26. miejsce wśród 47 startujących strzelców. W tym samym roku został drużynowym mistrzem Europy w pistolecie pneumatycznym z 10 m – był to jego jedyny medal na seniorskich mistrzostwach kontynentu. W 1979 roku zajął 6. miejsce w pistolecie dowolnym z 50 m. Wielokrotny medalista mistrzostw ZSRR – był m.in. drużynowym mistrzem kraju w 1970 i 1974 roku. Mistrz Sportu Klasy Międzynarodowej.
Absolwent Tbiliskiego Uniwersytetu Państwowego. Przez ponad 40 lat pracował jako lekarz w Szpitalu Klinicznym w Suchumi, gdzie zmarł 19 kwietnia 2010 roku.

## Wyniki

### Igrzyska olimpijskie
| Igrzyska      | Konkurencja            | Wynik                        | Miejsce | Źródło |
| ------------- | ---------------------- | ---------------------------- | ------- | ------ |
| Montreal 1976 | Pistolet dowolny, 50 m | 546 pkt. (90–88–88–95–92–93) | 26      | [ 1 ]  |

### Medale na mistrzostwach Europy
Opracowano na podstawie materiałów źródłowych:
| Mistrzostwa | Konkurencja                            | Wynik | Miejsce |
| ----------- | -------------------------------------- | ----- | ------- |
| Paryż 1976  | Pistolet pneumatyczny, 10 m, drużynowo | ?     |         |